# Ed Case

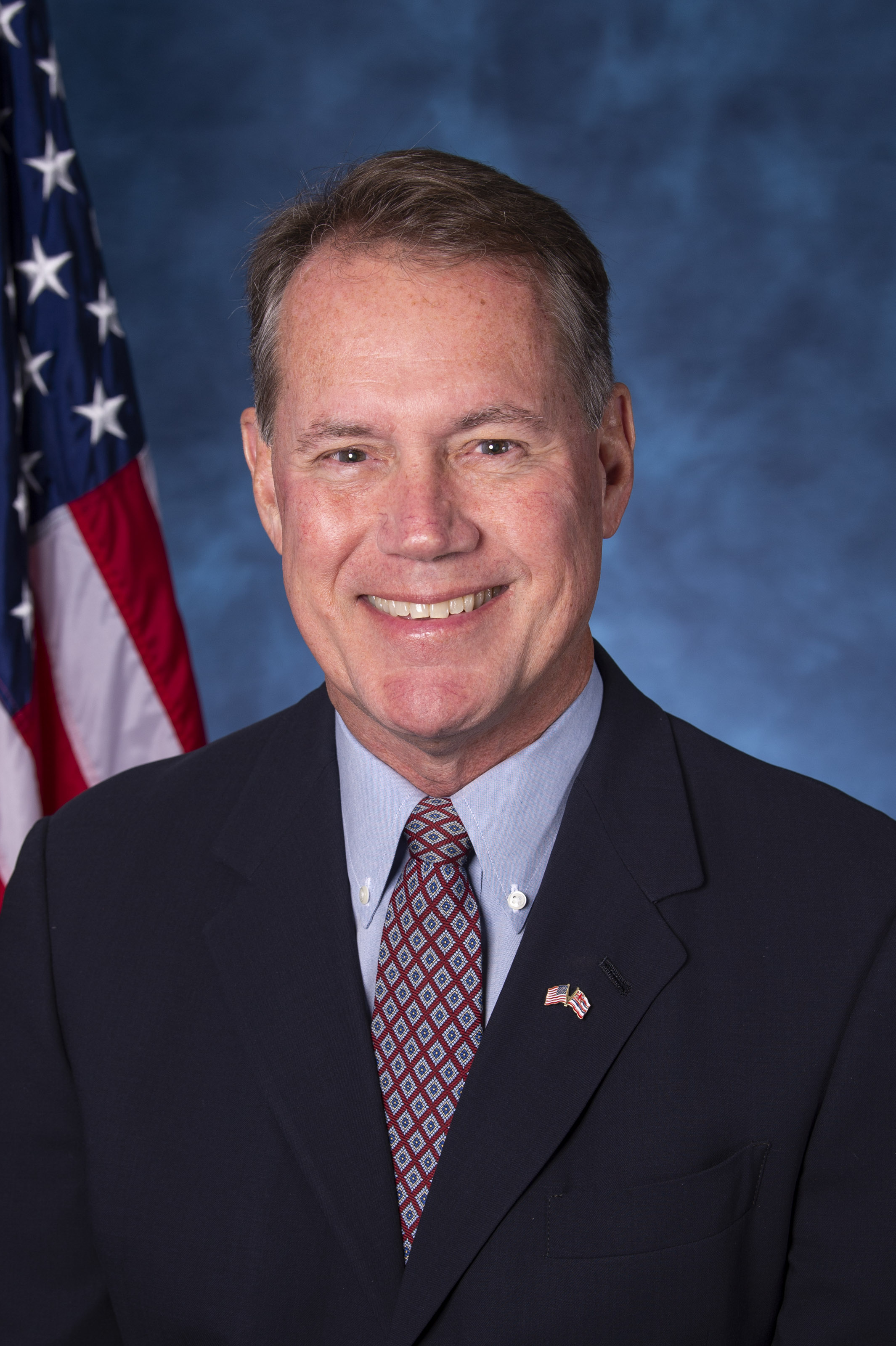
Ed Case 2018.

Edward Espenett Case, född 27 september 1952 i Hilo, Hawaiiterritoriet, är en amerikansk demokratisk politiker. Han var ledamot av USA:s representanthus från Hawaii 2002–2007. Han återvände till USA:s representanthus 2019.
Han avlade 1975 sin grundexamen i psykologi vid Williams College i Williamstown i Massachusetts. Han avlade sedan 1981 sin juristexamen vid University of California, Hastings College of the Law i San Francisco. Han arbetade 1983–2002 som advokat i Honolulu. Han var ledamot av delstatens representanthus, Hawaii House of Representatives, 1994–2002, varav de tre sista åren majoritetsledare.
Case var kandidat i demokraternas primärval i 2002 års guvernörsval. Han fick 39 % av rösterna i primärvalet och förlorade mot Mazie Hirono som fick 41 %. Hirono förlorade sedan själva guvernörsvalet mot republikanen Linda Lingle.
Kongressledamoten Patsy Mink avled i september 2002. Eftersom Mink avled en vecka efter primärvalet, var hon demokraternas kandidat och vann postumt i november 2002. Case vann sedan fyllnadsvalet senare samma månad för att fullgöra Minks gamla mandatperiod. Han fick över 50 % av rösterna mot över fyrtio motkandidater. Sedan vann han ett nytt fyllnadsval i januari 2003 för att ersätta Mink för den nya mandatperiod som hon postumt hade vunnit två månader tidigare. Han fick 43 % av rösterna och motkandidaterna var ännu flera än i det första fyllnadsvalet.
Case omvaldes 2004 med 63 % av rösterna. Han valde att inte kandidera på nytt till representanthuset i kongressvalet i USA 2006. Han bestämde sig för att utmana den sittande senatorn Daniel Akaka i demokraternas primärval i stället. Akaka vann med 54 % av rösterna. Den sittande senatorns kampanj baserade sig på motståndet mot Irakkriget. Akaka var en av få ledamöter av USA:s senat som röstade nej till kriget, medan Case ännu inte var ledamot av representanthuset vid tidpunkten av omröstningen, hade han varit en anhängare av kriget.
Case har två barn från sitt första äktenskap. Han gifte om sig 2001 med sin skolkamrat, flygvärdinnan Audrey Nakamura. Också hon har två barn från ett tidigare äktenskap. Cases kusin Steve Case är en av grundarna av America Online.